# Sparkasse Menden
Die Sparkasse Menden war eine öffentlich-rechtliche Sparkasse mit Sitz in Menden (Sauerland) im Märkischen Kreis. Ihr Geschäftsgebiet war das Stadtgebiet von Menden. Zum 1. September 2009 fusionierte die Sparkasse Menden mit der bisherigen Stadtsparkasse Hemer zur Sparkasse Märkisches Sauerland Hemer–Menden.
Trägerin des am 14. September 1842 gegründeten Kreditinstituts war die Stadt Menden (Sauerland).

## Notfusion
Die Sparkasse Menden musste sich im Jahr 2009 mit der Stadtsparkasse Hemer in einer Notfusion zusammenschließen. Grund waren 150 gescheiterte Baufinanzierungen von Spätaussiedlern, die externe Kreditvermittler an die Sparkasse herangetragen hatten. Diese wurden genehmigt, obwohl die meisten der Spätaussiedler nicht in der Lage waren, sie zu bedienen, und gefälschte Unterlagen eingereicht wurden. Die Staatsanwaltschaft ermittelte gegen Sparkassen-Mitarbeiter wegen des Verdachts der Untreue zum Schaden des Kreditinstituts, auch gegen die beiden zurückgetretenen Vorstände. Dabei wurde mit einem Gesamtschaden von bis zu 30 Millionen Euro gerechnet. Zweimal ließ die Staatsanwaltschaft die Sparkasse durchsuchen. 
Weitere Problemfelder, die die Sparkasse belasteten, waren ein von einer Sparkassen-Tochter vermarktetes und als gescheitert geltendes Luxus-Baugebiet in Mendens Innenstadt („Hönne-Insel“). Darüber hinaus galten aber auch weitere Kreditengagements der Mendener Sparkasse als kritisch, hinzu kamen Belastungen aus der allgemeinen Finanzkrise und den Schwierigkeiten der WestLB.
Die Sparkasse Menden hatte für die Bilanz des Jahres 2008 die gesetzlichen Vorgaben nur geschafft, weil Reserven aufgelöst und sogar das Sparkassen-Gebäude verkauft wurden. Die Eigenkapitaldecke war dadurch geschrumpft.